# Courtney Cummz
Courtney Cummz (Shepherdstown, Virginia Occidental; 4 de diciembre de 1981) es una actriz pornográfica estadounidense.

## Biografía
Su primer trabajo fue como mesera en Applebee. Luego trabajó como servidora de cóctel donde trabajaba en topless. Mientras estaba en la Universidad, estudió Diseño de Moda y Marketing.
Su nombre artístico se produjo porque sus amigas la apodaron "CC" y le gustó el nombre "Courtney". Una de sus amigas sugirió "Cums" como el apellido en referencia de su masturbación frecuente, que se convirtió "Cummz".
En sus primeros meses, estaba haciendo al menos treinta escenas al mes y casi todas incluían escenas de sexo anal. Reconoce a Joey Silvera por ampliar sus horizontes sexualmente a los fetiches sexuales.
Sus padres son conscientes de su profesión; Cummz ha relacionado una historia de como durante su primer año en el negocio de adultos tuvo una enfermedad en el ojo y como resultado no fue a casa para Navidad. Recibió un regalo de Navidad de su madre y padrastro conteniendo varios equipos dominatrix y una noticia diciendo, "Con amor, mamá y papá." 
En octubre de 2005, firmó un contrato con la compañía Zero Tolerance, ampliado a contrato en exclusividad que le permitió también dirigir películas para la compañía.
Cummz comenzó a dirigir en 2006 con su primer DVD siendo Face Invaders (protagonizada por Eva Angelina).
Cummz fue escogida específicamente para ser una invitada en el programa de radio de Howard Stern antes de irse a Sirius. En octubre de 2007, hizo una aparición en The Unit.

## Películas dirigidas
- Face Invaders (2006)
- Courtney's Pussycats (2007)
- Whack Jobs (2007)
- Face Invaders #2 (2007)
- Courtney's Pussycats #2 (2007)
- Whack Jobs #2 (2007)
- Courtney's Pussycats #3 (2008)
- Whack Jobs #3 (2008)
- Face Invaders #3 (2008)